# Malek-Djahan Khanom
Pour les articles homonymes, voir Khanom.
Malek-Djahan Khanom (en persan : ملك‌جهان خانم / Malek-Jahân Xânom), titrée Mahdé Olia (en persan : مهد علیا / Mahd-e 'Olyâ, « Sublime Berceau ») est la femme du shah Mohammad Shah Qajar la mère de Nassereddine Chah, shah de Perse du 13 septembre 1848 jusqu'à sa mort en 1896. Elle a été la régente de facto de l'Iran pendant un mois, du 5 septembre au 5 octobre 1848, entre la mort de son mari et l'accession de son fils.

## Biographie

### Famille
Malek Jahan Khanom est une princesse iranienne de la dynastie Qajar à la fois par naissance et par mariage. Par sa naissance, en tant que fille d'Amir Mohammad Qassem Khan Qajar Qovanlou Amirsoleimani, connu sous le nom de Amir Kabir, et de la princesse Begom Jan Khanom (en), elle est la petite-fille de Fath Ali Chah Qadjar. Son grand-père paternel est le puissant commandant qajar Amir Soleyman Khan Qajar Qovanlou, également connu sous les titres d'Amir Kabir, Nezam od-Doleh et Etezad od-Doleh, et sa grand-mère paternelle est une princesse de la dynastie Zand. Elle est la tante du prince Majd ed-Dowleh Qajar-Qovanlu Amirsoleimani (en) et la grande-tante de Turan Amirsoleimani (en).

### Mariage

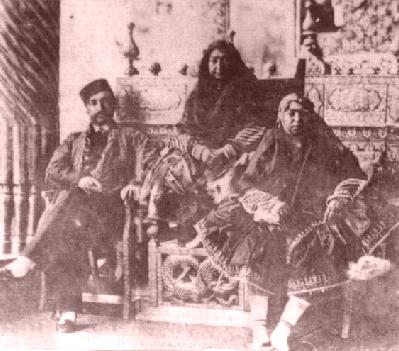
Malek Jahan Khanom (milieu), Naser al-Din Shah (son fils, le quatrième Shah de la dynastie Qajar, à gauche) et Ezzat ed-Dowleh (sa fille, à droite). La photo a été prise avant 1874.

Elle est mariée jeune à son cousin, Mohammad Shah (qui régne de 1834 à 1848). Son mari a épousé environ quinze femmes au cours de sa vie, mais elle est l'une de ses premières épouses. Elle jouit d'un prestige particulier au sein du harem pour plusieurs raisons : en raison de son ancienneté parmi les épouses du Shah, parce qu'elle est membre de la famille par naissance et donc bien connectée et familière avec leurs coutumes et parce qu'elle donne à son mari cinq enfants (dont deux atteignent l'âge adulte) et surtout parce qu'elle est la mère du prince héritier.
Son seul fils survivant, Naser al-Din Shah, succède à son père sur le trône iranien. 
Son titre Mehd-i-aulia ou Mehd-e-olia signifie « Berceau Sublime » et ce titre est généralement accordé à la mère de l'héritier présomptif.

### Veuvage

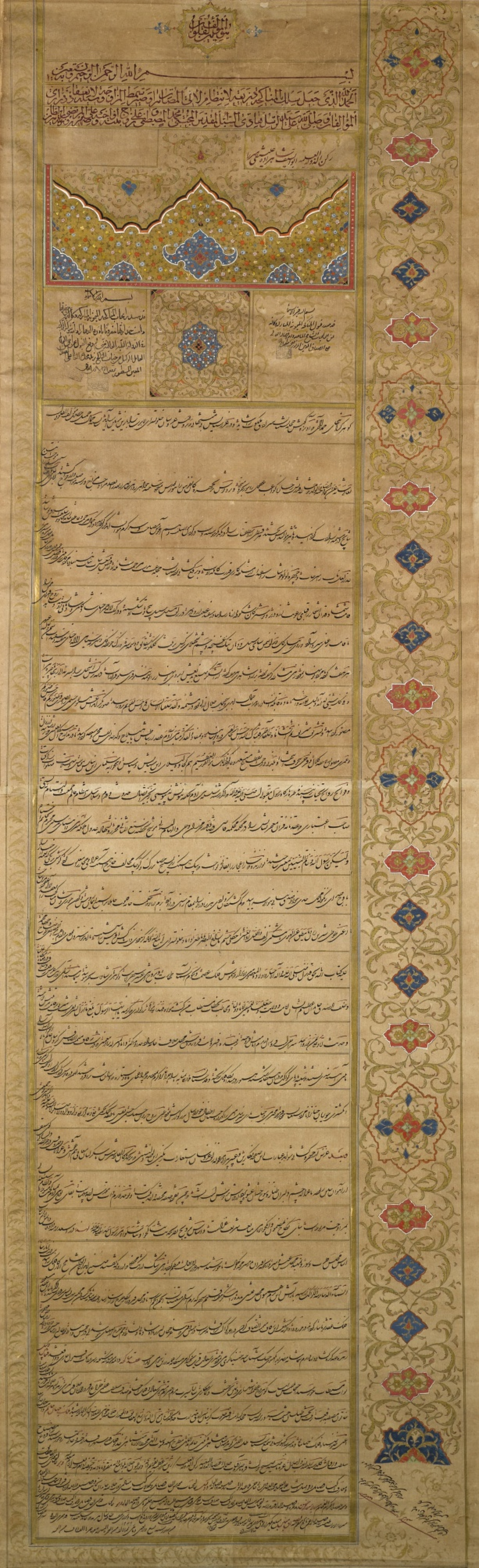
Contrat de mariage enluminé de Malik Jahan Khanum,petite-fille de Fath Ali Shah et de Mirza Muhammad Hassan, Perse, Qajar, daté 1833-4

En tant que veuve, elle est la régente de facto de l'Iran pendant un mois, du 5 septembre au 5 octobre 1848, entre la mort de son mari et l'accession au trône de son fils.
En tant que reine mère, elle exerçe une influence politique considérable pendant le règne de son fils, de 1848 jusqu'à sa mort en 1873. Elle est décrite comme une personnalité forte et dotée d'un talent politique. Solidement ancrée dans les réseaux familiaux et claniques, elle a tendance à favoriser et soutenir la noblesse qajar plutôt que les roturiers méritants, en partie aussi parce que les membres de la famille et du clan Qajar ont un accès bien plus facile à elle par rapport aux étrangers.